# Pseudotrimezia gracilis
Pseudotrimezia gracilis là một loài thực vật có hoa trong họ Diên vĩ. Loài này được Chukr miêu tả khoa học đầu tiên năm 1992.